# Порохня (Хмельницкая область)
Порохня (укр. Порохня) — село в Волочисском районе Хмельницкой области Украины.
Население по переписи 2001 года составляло 443 человека. Почтовый индекс — 31255. Телефонный код — 3845. Занимает площадь 1,721 км². Код КОАТУУ — 6820986301.

## Местный совет
31255, Хмельницкая обл., Волочисский р-н, с. Порохня